# Saint-Aubin-d'Aubigné

Saint-Aubin-d'Aubigné este o comună în departamentul Ille-et-Vilaine, Franța. În 1 ianuarie 2022 avea o populație de 4.231 de locuitori.